# Маринеску, Медея
Медея Маринеску (рум. Medeea Marinescu, р. 27 мая 1974, Бухарест, Румыния) — румынская актриса.

## Биография
Маринеску впервые снялась в кино в возрасте трёх лет в фильм «Зимние почки» режиссёра Мирчи Молдована. В возрасте шести лет сыграла роль Мирабелы в фильме режиссёра Иона Попеску-Гопо «Мария, Мирабела» (1981).
В 1996 году Маринеску окончила Академию театра и кино, класс профессора Флорина Замфиреску. Играла в Национальном театре «Ион Лука Караджале» в Бухаресте. Помимо работы в театре Маринеску снималась в кино, в телесериалах и рекламе. В середине 1990-х она снялась в двух франкоязычных телефильмах. В 2006 году Маринеску исполнила главную роль во французском фильме Изабель Мерго «Вы так прекрасны», в 2010 году вновь снялась у Мерго в фильме «Услуга за услугу».
7 февраля 2004 года президент Румынии Ион Илиеску наградил Медею Маринеску медалью «За заслуги перед культурой» в категории D «Исполнительское искусство» .

## Избранная фильмография
- 1977 — Зимние почки — Iarna bobocilor
- 1981 — Мария, Мирабела — Maria Mirabela
- 1992 — Госпожа Кристина — Domnișoara Christina
- 2006 — Вы так прекрасны — Je vous trouve très beau
- 2009 — Выходные с мамой — Weekend cu mama
- 2010 — Услуга за услугу — Donnant, donnant